# Траверса, Томмазо
Томмазо Траверса (итал. Tommaso Traversa; 4 августа 1990, Турин, Италия) — итальянский хоккеист, нападающий. Игрок клуба «Риттен Спорт» и сборной Италии по хоккею с шайбой.

## Биография
Томмазо Траверса родился 4 августа 1990 года в Турине. Воспитанник туринского клуба «Реал Торино». Выступал за клуб до 2010 года в Серии B. Сезон 2010/11 провёл в юниорской лиге в США за команду «Бэй Стейт Брейкерс». С 2011 по 2014 год учился в Колледже Хобарт, выступал за студенческую команду учебного заведения в третьей хоккейной лиге национальной ассоциации студенческого спорта. Сезон 2015/16 провёл в хоккейной лиге Восточного побережья за команду «Аляска Эйсез» из Анкориджа, в 67 матчах забросив 17 шайб и отметившись 8 голевыми передачами. В 2016 года Томмазо также дебютировал за национальную команду Италии в первом дивизионе чемпионата мира по хоккею с шайбой. Сезон 2016/17 начал в британской лиге за шотландский клуб «Данди Старс», но затем перешёл в итальянский «Риттен Спорт», в составе которого стал чемпионом Италии, а также победителем Альпийской хоккейной лиги. В 2017 году сыграл в суперфинале Континентального кубка по хоккею с шайбой.